# Bulbophyllum luteopurpureum
Bulbophyllum luteopurpureum là một loài phong lan thuộc chi Bulbophyllum.